# Folk Songs (album)
Pour les articles homonymes, voir Folk Songs.
Albums de Jan Garbarek
Magico
(1979) Eventyr
(1980)
Folk Songs est un album de Jan Garbarek, Charlie Haden et Egberto Gismonti paru en 1979 sur le label Edition of Contemporary Music. C'est un disque en trio avec Jan Garbarek au saxophone ténor et soprano, Charlie Haden à la contrebasse et Egberto Gismonti à la guitare. L'album est enregistré à Oslo par Jan Erik Kongshaug.

## Description

### Musiciens
- Jan Garbarek - saxophone ténor, saxophone soprano
- Egberto Gismonti - guitare, piano
- Charlie Haden - contrebasse

### Titres
| No | Titre          | Durée |
| -- | -------------- | ----- |
| 1. | Folk Song      | 8:17  |
| 2. | Bodas de Prata | 4:50  |
| 3. | Cego Aderaldo  | 8:02  |
| 4. | Veien          | 7:55  |
| 5. | Equilibrista   | 8:40  |
| 6. | For Turiya     | 7:41  |